# 三野バスストップ
三野バスストップ（みのバスストップ）は、香川県三豊市三野町大見にある高松自動車道のバス停。
開設以来、高速バスが停車したことはなく、上屋も撤去され管理用施設となっていたが、市内にある粟島が瀬戸内国際芸術祭秋会期の会場となることから、来場者への利便を向上させるため、会期中の2013年10月5日から同年11月4日までのみ停車していた。
時刻表では、「高速三野」と表記されている。
場所は香川県道48号善通寺詫間線との交差地点。

## 主な路線
- 観音寺エクスプレス

停車期間中、三豊市がこれに接続する須田港（粟島行きの旅客船が発着する）発着の無料シャトルバスを2往復運行していた。

## 運行会社
- ジェイアール四国バス（観音寺エクスプレス）